# Bolos

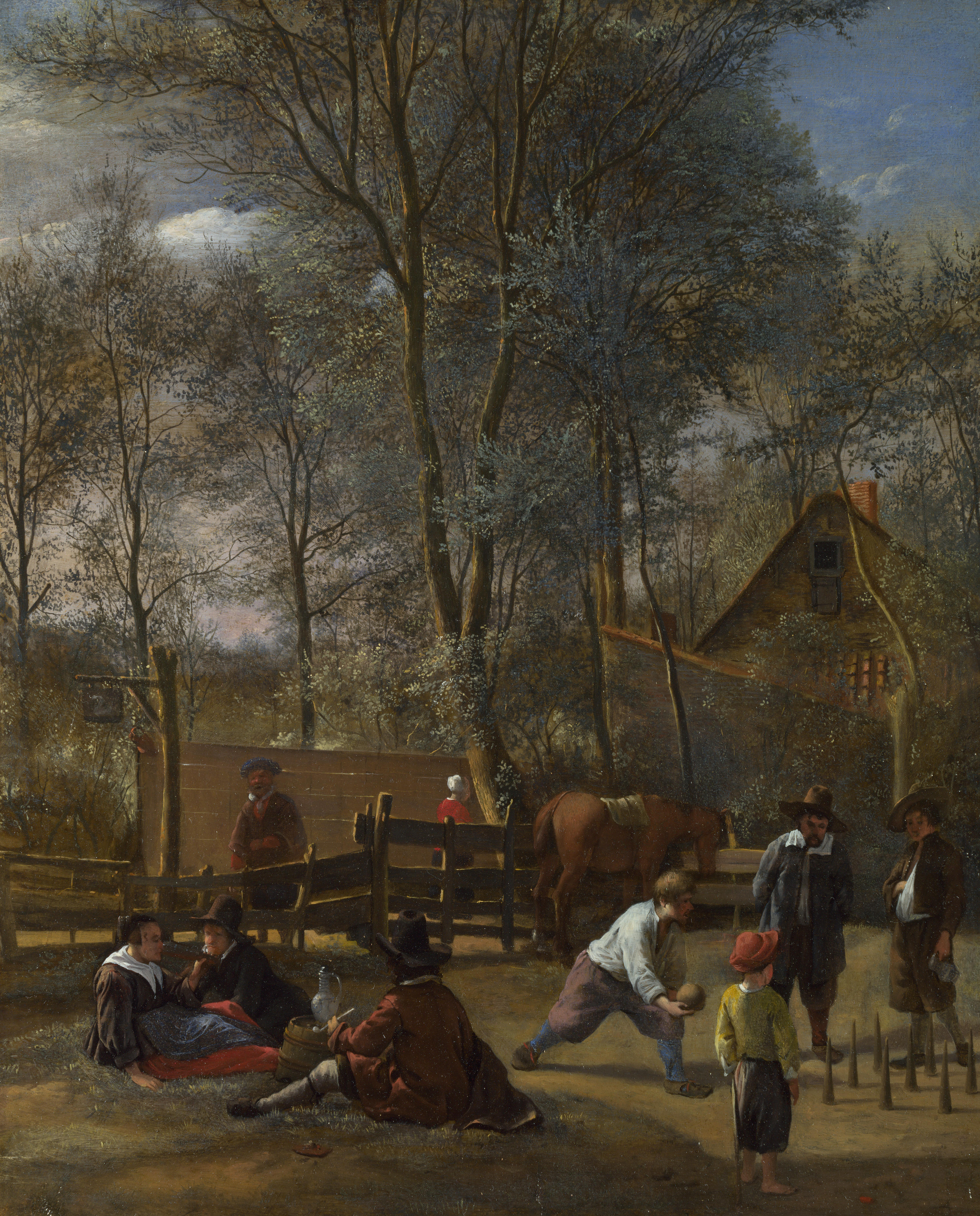
Jan Steen: Jugando bolos (ca. 1660). Galería Nacional de Londres.

Bolos hace referencia a un juego que consiste en derribar por parte de cada jugador el mayor número posible de bolos lanzando una bola o pieza, generalmente de madera.

## Historia
Se jugaba a los bolos en Egipto. Los griegos y los romanos tuvieron también algunas formas de juegos de bolos. En la Edad Media fue popular particularmente en Alemania y en los Países Bajos.[cita requerida] Se sabe que el origen del bowling moderno comenzó en los Países Bajos, aunque también se cuenta que en España se jugaba una modalidad semejante con el nombre de bolos. En Italia se conoce como bocce y en Francia se le denomina boules.

## Modalidades en España
Aunque la variante más conocida de este deporte es sin duda el bowling, existen diferentes modalidades deportivas de jugar a los bolos y su distribución en España presenta una gran dispersión geográfica motivada por ser en muchos casos un juego tradicional.
Se conocen diferentes formas de jugar a los bolos en casi todas la comunidades autónomas, aunque es en Cantabria, Asturias, País Vasco y Castilla y León donde existen un mayor número de variantes y donde se practica con mayor frecuencia.

### Andalucía
El bolo andaluz o bolo serrano es una de las más viejas tradiciones que aún perduran en el sur de España. Se trata de un juego muy arraigado en el parque natural de las Sierras de Cazorla, Segura y Las Villas, y en la actualidad está considerado como el único deporte autóctono de Andalucía. La singularidad de los bolos serranos radica en que, a diferencia de las modalidades más extendidas y conocidas, no se trata sólo de derribar los bolos, que aquí se llaman “mingos”, sino que se premia el lanzarlos lo más lejos posible tras el impacto con la bola. En el norte de España existen algunas modalidades que tienen el mismo objetivo y que reciben el nombre genérico de "pasabolo". Existen dos modalidades:
- Bolo andaluz valle. La modalidad de Valle se juega con tres mingos y conserva normas y lances de juego que proceden de los bolos medievales (birlos), siendo la más antigua, aunque menos practicada, de las dos que actualmente existen. Se trata de un juego de bolos mixto (pasabolo y derribo).

- Bolo andaluz montaña. La modalidad de Montaña, o Alta Montaña, es una derivación de la anterior y se juega sólo con un bolo, donde se suprime material y lances en el juego –economía serrana-, siendo la única modalidad peninsular que presenta esta característica. Se trata de un juego de pasabolo puro.

### Aragón
- Birllas: Se trata de un juego practicado principalmente en Campo, provincia de Huesca pero existen diversas versiones por toda la Aragón. "Birllas", o "Birlas", representa la palabra aragonesa para "Bolos". Es jugado exclusivamente por mujeres en equipos de entre 2 a 5 jugadoras. La partida completa consta de varias manos o jugadas, cada una de las cuales presenta características y objetivos distintos. Consta de nueve bolos o birlas y una bola de madera ("bolo") esférica que pesa alrededor de 3,8 kg y tiene 2 dm de diámetro. Nueve birllas torneadas en madera de haya, todas iguales. Las "birllas" tienen una altura aproximada de 35 a 40 cm y su peso oscila entre 1.100 y 1.300 g. Sobre un terreno llano, en la calle, se disponen las 9 birllas en 3 filas de 3, quedando inscritas en un cuadrado de unos 7 a 9 dm de lado.

### Asturias

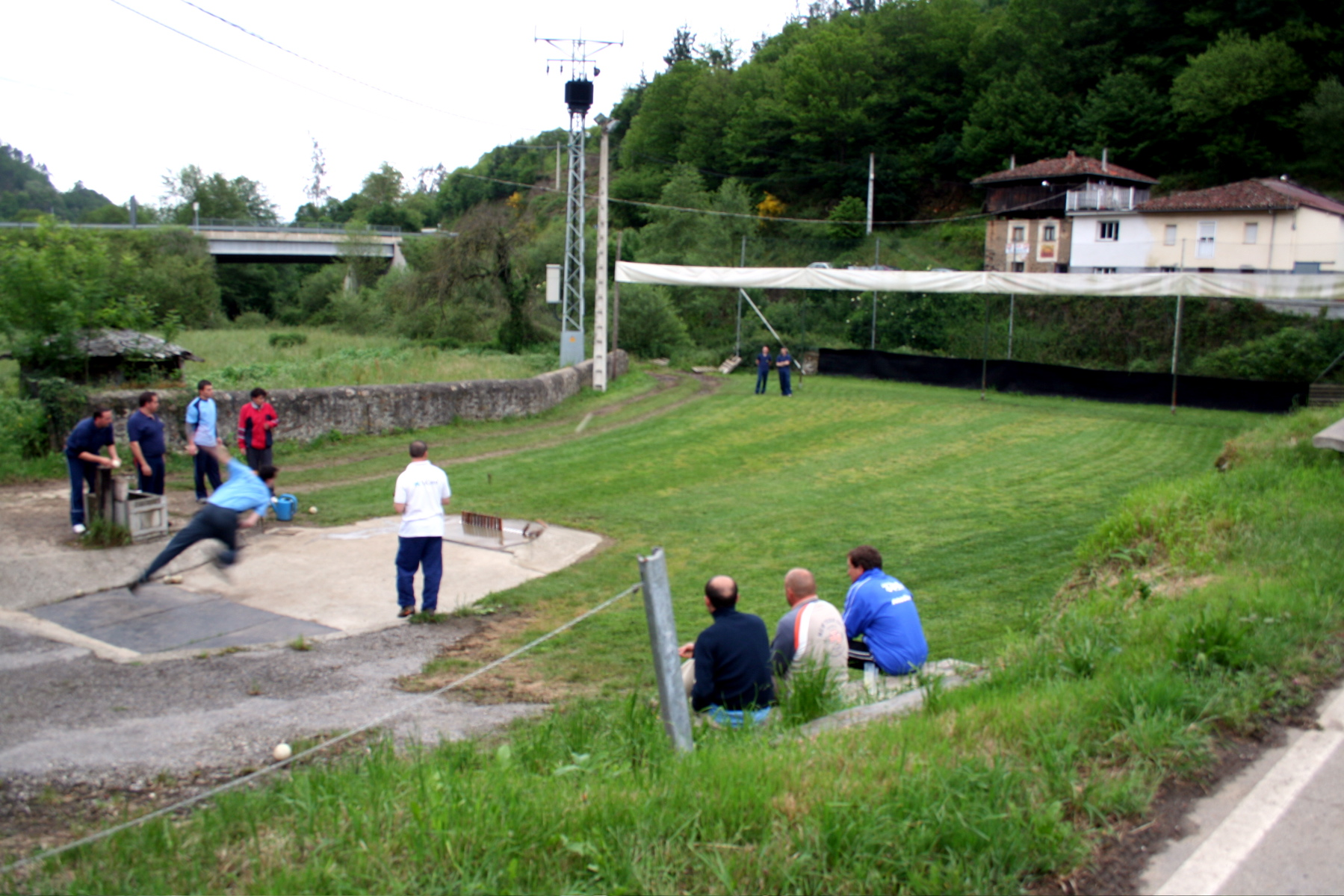
Bolos de Tineo, bolera de Bárcena del Monasterio.

- Cuatreada: es la modalidad practicada en Asturias en su mayoría entre los ríos Navia y Sella coincidiendo con la zona central. Además es practicado en países con inmigración asturiana, participando en los mundiales de bolos disputados con carácter puntual, por países como Argentina, México, Chile, Bélgica, Suiza o Venezuela. En la actualidad la televisión autonómica del Principado de Asturias retransmite con cierta regularidad las partidas más destacadas del año en dicha modalidad.
- Bolo batiente: consiste en lanzar la bola rodando desde el enlace hasta la losa para derribar el mayor número de bolos y lanzarlos lo más lejos posible. El juego «mano a mano» se hace a 2000 puntos, mientras que jugando por equipos es necesario ganar dos partidas que cada uno se va a la suma de 3000 puntos. Los bolos, han de ser de avellano o acacia y han de tener forma de tronco de 40 cm de altura y base mayor de 3 cm de diámetro y base menos de 1,5 cm de diámetro. Las bolas, preferiblemente de encina, han de ser esféricas desde 12 hasta 18 cm de diámetro y con la superficie lisa, con un peso de 3 o 4 kilos.
- Bolo tineo: se juega individualmente, por parejas o en equipo hasta cuatro juegos (50 tantos) y cada tirada consta de la bajada (lanzando desde la poya) y la subida (lanzando desde la raya del 10). Se disputa en Tineo con 20 bolos de madera de encina. Son de forma de prisma de 35 a 40 mm de diagonal y una bola esférica de madera de 90 a 110 mm de diámetro y peso entre los 600 y los 1000 gramos.
- Bolo celta: se suele jugar por parejas, con juegos de 60 tantos, o por equipos, con juegos de 200 tantos. Se juega en Villadecabo, Allande y se compone de 15 bolos de madera de fresno o roble y una bola que puede ser del mismo material o de brezo que resiste mejor los golpes.

- Batiente Rodao
- Bolos de Luarca
- Cuartín de Angones
- Bolos de Saliencia
- Pasadiéz
- Bolos Rodaos
- Batiente Cabo Peñas
- Dexabolu
- Bolo vaqueiro
- Bolos de Navia
- Bolo de Somiedo

### Cantabria
El juego de los bolos es el deporte vernáculo por excelencia de la comunidad autónoma de Cantabria, donde se puede apreciar al menos una bolera o corro en prácticamente todas las localidades de la región. Existen varias competiciones todos los años con patrocinio de los equipos y asociaciones de clubes. Las modalidades de juego son:

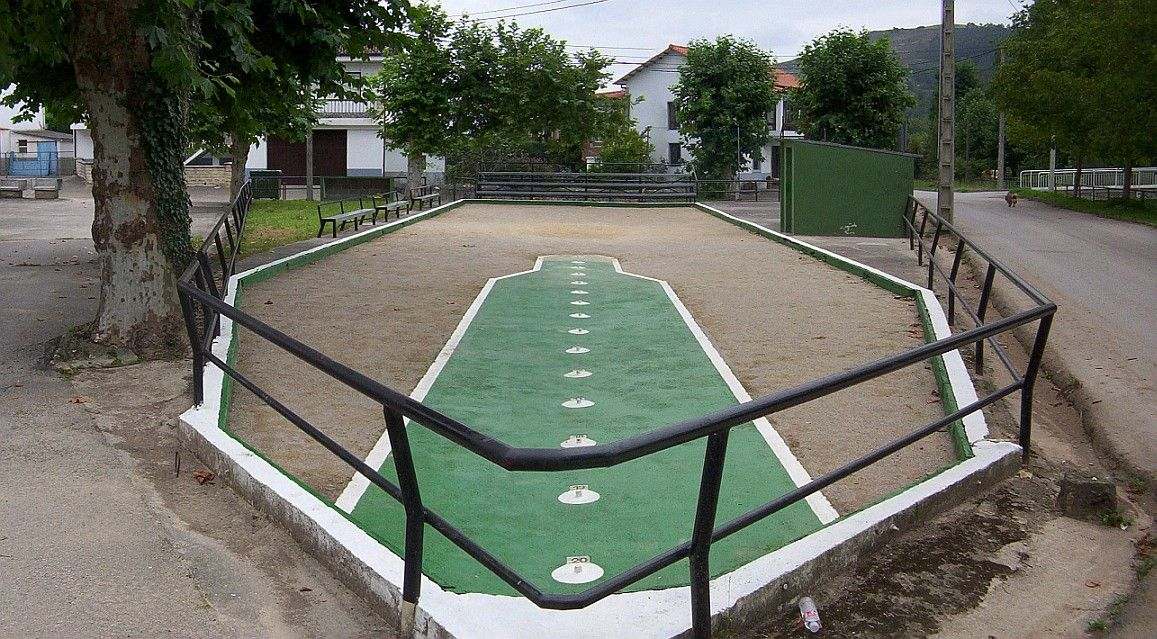
Bolera o corro en la localidad de Barrio de Arriba en Riotuerto (Cantabria, España) para la modalidad de juego de bolo palma.

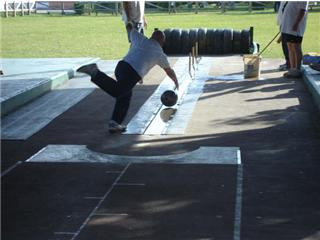
Jugador de pasabolo tablón en la bolera de Colindres (Cantabria, España).

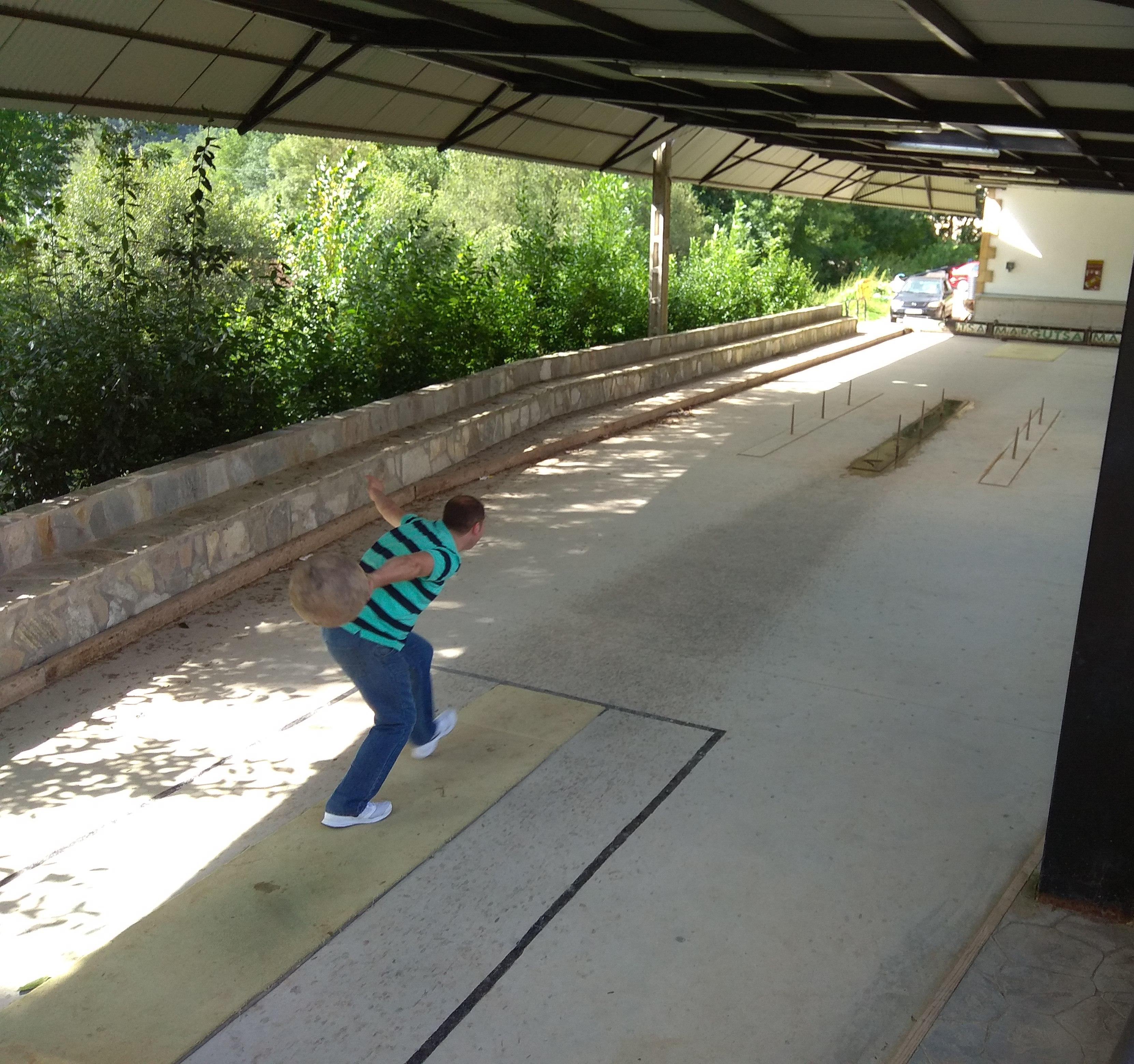
Jugador de bolo pasiego lanzando desde el tiro en una bolera en Vega de Pas (Cantabria, España).

- Bolo palma: es una modalidad practicada en la mayor parte de Cantabria y en el oriente de Asturias (también llamado Birle), siendo una de las más populares y de más arraigo. En Aguilar de Campoo y Arija, localidades lindantes con Cantabria, también tuvieron bolera de bolo palma. Asimismo, la emigración cántabra llevó este deporte a distintos puntos de España como Vizcaya, Barcelona, Madrid o Cádiz. Los bolos son 9, de madera de avellano o abedul, con una base de metal conocida como argolla. Estos se sitúan en la caja de la bolera encima de las estacas correspondientes. Tienen unas medidas de 45 cm de alto x 5 cm de diámetro. El emboque en concurso, se sitúa a los laterales de la caja en función de si se juega a la mano o al pulgar (efecto que se da a la bola). En partido, existe una mayor libertad de movimiento del emboque que debe seguir una serie de reglas según la raya que se ponga. La bola, es de forma esférica y en ocasiones para "ponerlas al peso" de núcleo metálico (plomo), están hechas con madera de encina. Su peso oscila normalmente entre los 1,5 y 2,3 kg. Las dimensiones de la bolera, de forma rectangular, serán en atención a la categoría de las "Peñas", si bien se aconseja la construcción de la bolera máxima (34 x 8 m). La bolera se compone de tres partes: tiro, caja y birle.
- Pasabolo tablón: es una modalidad que se practica en la comarca de Asón-Agüera y que consiste en lanzar una bola por un tablón y lanzar lo más lejos posible los tres bolos que hay al final de la tabla sobre un campo de hierba de casi 50 metros de largo. El tablón se suele limpiar con agua después de cada tirada con el fin de facilitar el deslizamiento de la bola por el tablón y para borrar las marcas realizadas por las bolas anteriormente lanzadas, lo que permite al jugador poder localizar sus posibles fallos. Los bolos, que no tienen cabeza, se fijan en los agujeros del suelo mediante arcilla. En la campa hay siete rayas con un valor de 10, 20, 30, 40, 50, 60 y 70. Si un bolo es derribado pero no alcanza la primera raya vale 1, y la mayor jugada son 210 bolos. Cada raya está a unos 5 metros de la otra, estando colocada la primera a unos 8 metros del último bolo.
- Pasabolo losa: o pasabolo trasmerano se practica en la comarca de Trasmiera y su objetivo consiste en llevar los bolos colocados en una losa o piedra circular más allá de una determinada raya o línea. El campo de juego donde se practica se llama bolera y sus dimensiones son de 25 x 10 metros. En el centro se sitúa la losa, una piedra de 1,9 m de largo por 1,3 m de ancho con nueve agujeros donde son colocados los bolos de 32 centímetros de alto ayudados de arcilla. En uno de los extremos del campo existe una pequeña elevación de unos 40 centímetros de altura y una zanja donde el jugador coge impulso para lanzar la bola a "ruedabrazo", llevando el brazo de atrás hacia adelante. Al extremo contrario se marca la raya de valoración en semicirculo a 12 metros de la losa. A unos 40 centímetros de la raya de puntuación se señala el "pas" de birle, otra raya en la prolongación de la línea imaginaria entre el primer bolo de la línea central de la losa y el último de la situada en la izquierda. Cada jugador de los dos equipos lanza una bola óvala de madera de encina desde la elevación situada en un extremo de la bolera (zona de tiro o pas de tiro) con el fin de golpear los bolos y proyectarlos fuera de la raya. Por cada bolo que rebase la línea se contará un valor de 10. Si algún bolo no logra superar la raya, este tendrá una puntuación de 1 por cada bolo derribado. Si desde el Tiro la bola da exclusivamente al bolo central y lo derriba, este vale 2 y si lo saca de la raya vale 11. A continuación se realiza el birle, es decir, se lanza de nuevo la bola donde esta se ha detenido y en esta acción tiene que tocar la tierra situada antes de la losa. Cada bolo derribado en el birle cuenta como una unidad y si se derriba únicamente el bolo central este vale dos puntos.
- Bolo pasiego: esta modalidad es tradicionalmente practicada en los valles pasiegos, por ejemplo, en San Pedro del Romeral, la Vega de Pas y en el valle de Luena. Tiene un gran parecido a otras formas de juego de los bolos, especialmente el bolo palma y otras que se practican en la zona del norte de Burgos. En un carrejo rectangular se posicionan nueve bolos lisos. El lanzamiento se realiza con bolas grandes de manilla y se lanza y se birla al igual que se realiza en el bolo palma, aunque con una reglamentación distinta.

### Castilla y León

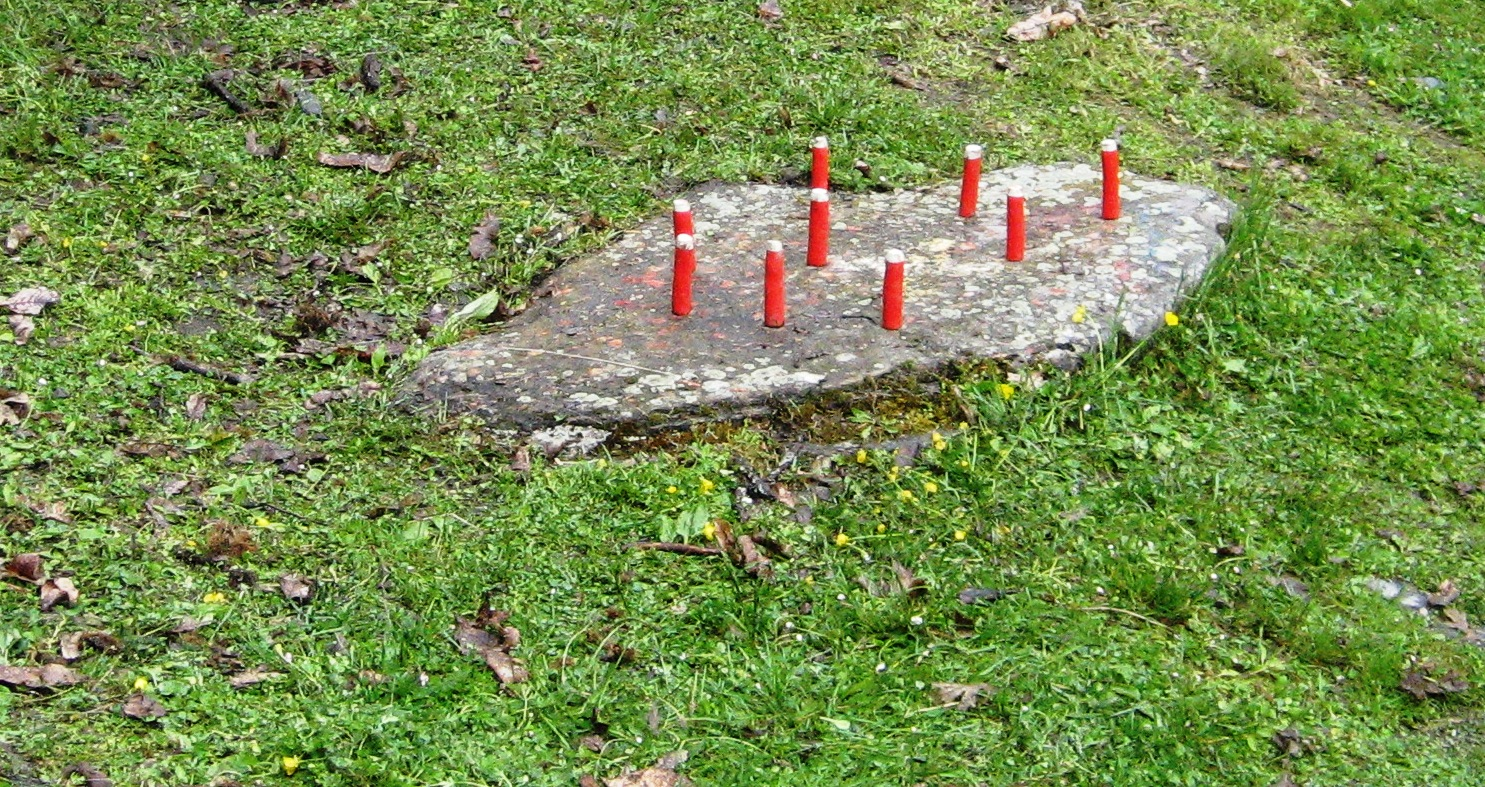
Bolos bercianos.

- Bolo palentino: o también llamado bolo llano es una modalidad del juego de los bolos practicada en la provincia de Palencia. El objetivo del juego es derribar el máximo número de bolos mediante el lanzamiento a distancia desde el pate de abajo y si la bola (que está construida de madera) es otorgada como válida entonces se lanza desde el pate de arriba. Se lanzan las bolas hasta terminar cuatro partidas de tres juegos cada una, cerrándose cada uno de éstos en 50 puntos. Se trata de un juego practicado en equipos de cinco personas.
- Bolo leonés: es un juego individual, por parejas o que también puede disputarse en equipos de cuatro componentes. El juego se compone de nueve bolos de forma troncocónica de 550 mm de largo, 100 mm de diámetro en la base y 40 mm en su parte alta. Además también hay un bolo que se llama miche de 300 mm de alto, 70 mm de diámetro en la base y 30 mm en su cabeza. Las bolas no son esféricas, están partidas por en medio, semiesféricas fabricadas de encina.
- Bolos bercianos: es un juego practicado en gran parte de El Bierzo y en algunas de las comarcas limítrofes. Gozó de mucha popularidad compitiendo los pueblos entre sí en distintas ligas. Hoy en día es habitual jugarlo en muchas fiestas de pueblos de El Bierzo. Ciertas diferencias en su práctica y/o reglas pueden existir según se practique en un valle u otro, incluso entre pueblos, pero en general existen una serie de normas comunes. Se utilizan unos boliches de madera dura con forma cilíndrica de pequeño tamaño, poco más de 10 cm de alto por unos 2 cm de diámetro, que se colocan sobre una piedra plana de cierto tamaño, generalmente semienterrada y ligeramente inclinada a favor del tiro, dispuestos en 4 hileras: la primera y segunda (tomando como referencia el tiro) de 3 boliches y de 2 y 1 la tercera y la cuarta respectivamente (esta disposición puede variar). El bolo es una pieza cilíndrica de madera dura redondeada en sus extremos de unos 20 cm de largo y unos 5-6 cm de diámetro. Se suele escoger un lugar mínimamente despejado, en la medida de lo posible, en el que está situada la piedra en la que se colocan los boliches. A una cierta distancia se colocan unas cuerdas u otro elemento que delimitan secciones de puntuación, generalmente 3 secciones. El juego se disputa por equipos cuyos miembros van alternando los tiros, en una cantidad convenida.
- Bolos maragatos: se juega por equipos para ganar 8 juegos de 52 tantos intentando enviar los bolos lo más alejados posible ya que la distancia otorga puntos. Esta modalidad se disputa en montañas del Teleno y se compone de 9 bolos cilíndricos de 140 mm de altura y 30 mm de diámetro, 2 cuatras ovoides de unos 125 gramos y 2 bolas prismáticas con un agujero, la grande es de 900 gramos y 65 mm de altura y la pequeña es de 800 gramos y 65 mm de altura.
- Bolos tres tablones : Los Bolos Tres Tablones es una especialidad del deporte de los bolos que tiene su origen en el norte de la provincia de Burgos, en la comarca de Las Merindades.La bolera se divide en tres partes: zona de tiro, zona de tablones o cureñas y zona de birle. Se emplean 3 tablones, se plantan 3 bolos en cada uno y posteriormente se planta el mico que se sitúa en prolongación de los bolos centrales a un lado u a otro. Consiste en lanzar la bola desde el cas en trayectoria aérea intentando derribar el mayor número de bolos posibles y el mico inclusive. El primer bote de la bola debe ser en la cureña, de no ser así se producirá una morra y se anulará la tirada. La forma de puntuar es la siguiente: Cada bolo derribado vale un punto, el derribo exclusivo del bolo del medio vale 2 puntos y el derribo del mico vale cuatro puntos solo si es acompañado con el derribo de alguno de los bolos. De este deporte autóctono en la actualidad se celebran Campeonatos de España, Provinciales, torneos Interboleras y torneos veraniegos en numerosos pueblos.
- Bolo de Belorado. Típico de esta localidad burgalesa, se ha extendido su práctica a otras localidades cercanas como Tormantos, Villafranca Montes de Oca. Es un juego exclusivo de mujeres que había desaparecido a finales de los años 70. La Asociación de Amas de Casa La Bretonera lo recuperó a finales de la década de los 90, y es la encargada de organizar anualmente los campeonatos entre los distintos barrios de la localidad. El objeto es hacer el mayor número de bolos posible.[2]
- Bolo ribereño. Se juega en la comarca de la Ribera del Duero, provincias de Burgos, Soria, Segovia y Valladolid. Es un juego exclusivamente femenino que se juega con 9 bolos y 2 bolas de encina.[3]
- Bolillos de Villanueva. Se juegan en la localidad de Villanueva de Gumiel (Burgos), de donde son originarios presentando algunas peculiaridades respecto a los de la propia comarca. Se juega con seis bolos que son de menor tamaño, y en vez de bolas se lanzan tres manillas. Hay que tirar cinco bolos y dejar en pie uno. Se juega en la modalidad de competición, aunque con anterioridad se hacía en la modalidad de apuestas. Es un juego masculino.[4]
- Bolo femenino segoviano también denominado bolo femenino de Abades, por la localidad de origen, fue reconocido como modalidad deportiva de los juegos autóctonos y tradicionales de la comunidad de Castilla y León en 2014. La peculiaridad más destacada del juego es que dentro de un marco amplio las formas son pactadas por las propias jugadoras, que van introduciendo así nuevos retos.[5]
- Bolo burgalés

### Cataluña
- Bitlles catalanes
- Bitlles araneses

### Comunidad Valenciana

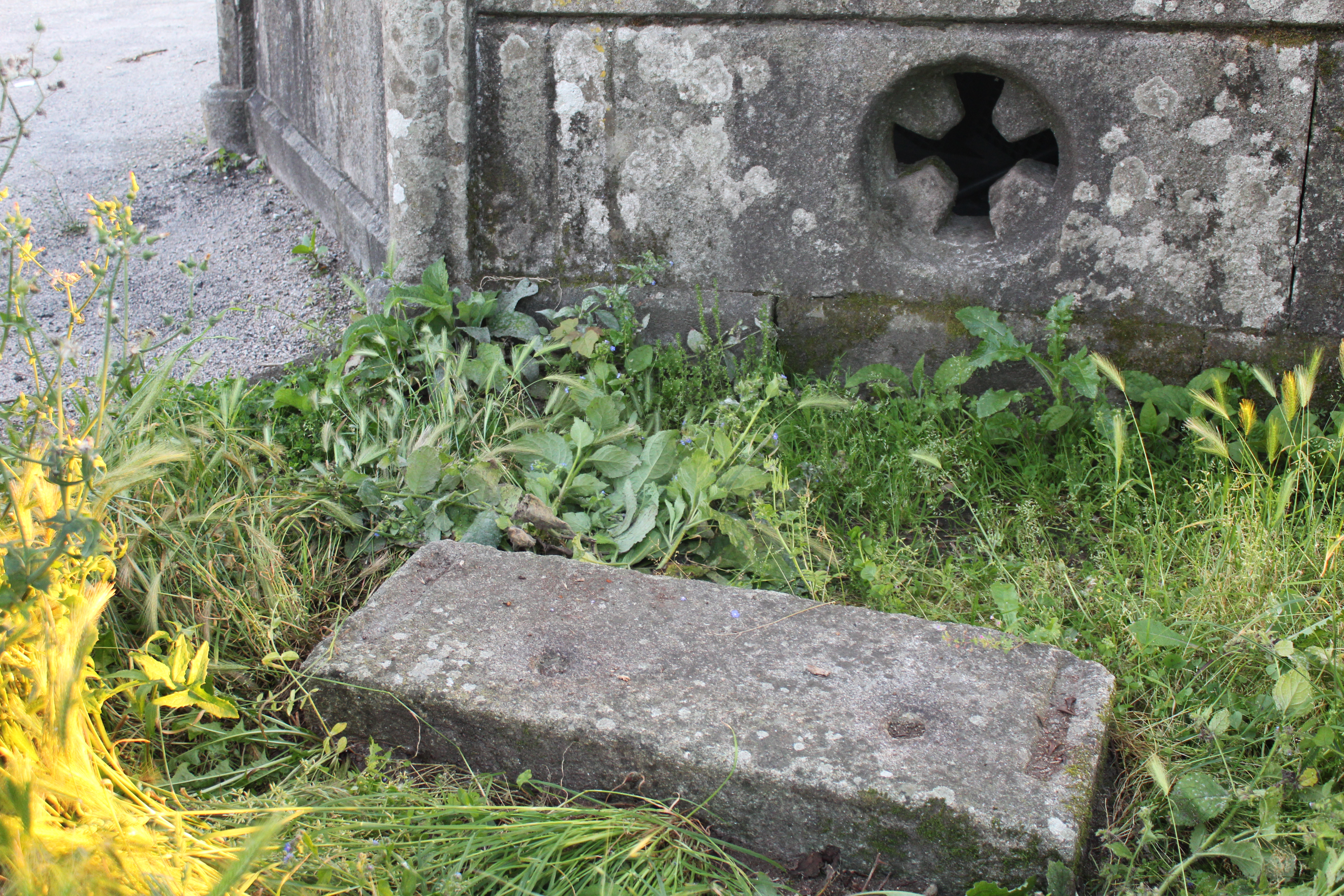
Bolera, o piedra de bolos en el atrio de la iglesia de San Vicente de Mañufe, Gondomar

- Joc de birles

### Galicia
Bolos celtas (xogo dos birlos): en Galicia tienen el nombre patrimonial de birlos, y su mayor desarrollo en los dos últimos siglos tuvo lugar en la comarca del Valle Miñor y sus alrededores. Desde 1990 la Federación Gallega de Bolos gestiona las fichas de jugadores y establece los reglamentos para los torneos de la comunidad autónoma. Debido a que los bolos celtas forman una familia común del norte y noroeste peninsular, con pequeñas variantes, se organizas torneos y campeonatos a nivel estatal  e internacional que son regulados por la Federación Española de Bolos que acoge esta especialidad.

### Región de Murcia
- Bolos Huertanos
- Bolos Cartageneros

### País Vasco
- Bolo alavés: modalidad del juego de bolos, practicada en la provincia de Álava. Actualmente cuenta con unos 1000 federados aproximadamente, siendo una de las competiciones más relevantes el torneo interpueblos de bolos, que se celebra anualmente. [11]
- Bolos a cachete: solo practicada en algunas localidades de la comarca de Las Encartaciones en Vizcaya.

## Modalidades en Francia

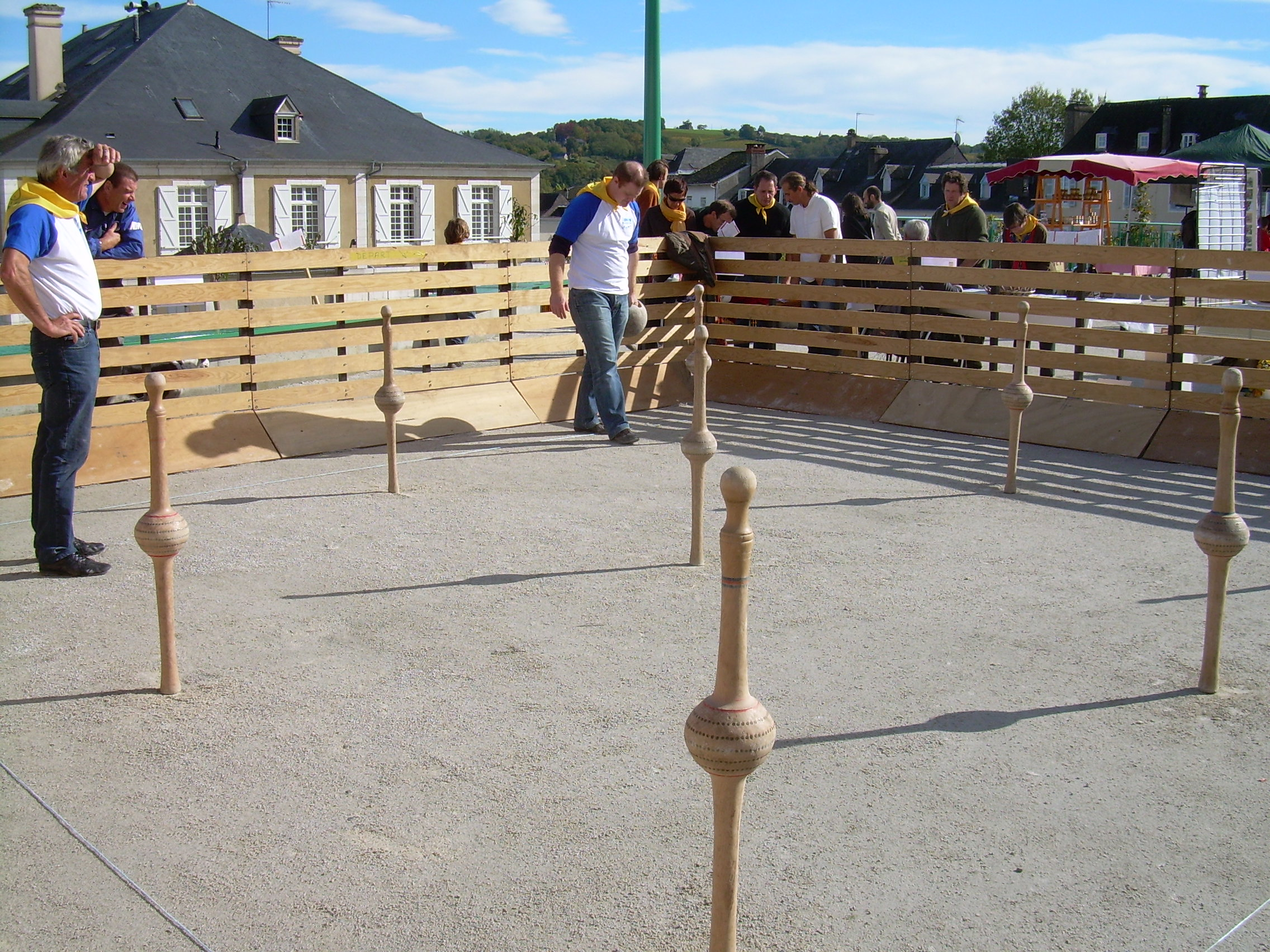
Partida de quilhas de nau en Monenh.

En Francia se juegan varios tipos de bolos, normalmente en la zona más cercana a España como pueden ser el quilles de 9 de biert y el quilles de six au maillet, ambos se juegan en Ariège.
- Quilles de 9 de biert: se disputa con dos equipos de 3 o 4 jugadores realizando distintas figuras según las normas que rija cada uno. El primer equipo propone una figura para realizar y el equipo rival tendrá que hacer la misma pero derribando un quille más para adjudicarse el juego. Con cuatro juegos ganados se termina el juego. Se disputa en terreno llano, con nueve quilles (tres filas de tres) separadas de 2,5 a 3 veces la altura de una quille formando un cuadrado de 2,6 metros. La quille es de 48 cm de altura y es de madera. La "toucou" es la bola de avellano o haya de 26 o 28 cm de diámetro y de 5 a 7 kilogramos de peso.
- Quilles de six au maillet: se disputa en equipos de 3 o individualmente. Se trata de lanzar un "maillet" de 30 cm de largo contra los 6 quilles (3 son de 50 cm de altura y los otros tres de 55 cm de altura) intentando tirar todos los quilles menos uno para anotarse un punto. Se desarrolla a 12 tiros y el equipo que más puntos tenga gana. Los quilles son cilíndricos, fabricados de madera de olmo, haya, plátano o boj. Se juega en la "pité", que es un rectángulo donde se colocan los quilles en dos filas de tres con una separación de 30 cm. El "tringle" es un trozo de metal o madera colocado antes de los quilles y que no se puede sobrepasar. A 7, 8 y 10 metros se sitúa la zona de tiro.

## Modalidades en Alemania
En Alemania se juega con 9 palos organizados en forma de rombo. Las canchas son muy similares a las del bowling, pero tienen forma de tijera, angostas adelante y anchas en dirección a los palos. Sobre la indumentaria, aunque no hay requerimientos precisos como en otros deportes, el ideal de calzado es las zapatillas con suela tenis, para evitar los resbalones. En un partido un jugador suele voltear, en promedio, alrededor de 700 palos. Gana el equipo cuyos jugadores logran tirar mayor cantidad de palos en 120 tiros. Una de las claves es la calidad del piso de madera de la cancha.